# Micha'el Bar Zohar
Micha'el Bar Zohar (hebrejsky: מיכאל בר־זוהר) je izraelský politik a bývalý poslanec Knesetu za stranu Ma'arach a Stranu práce.

## Biografie
Narodil se 30. ledna 1938 v Sofii v Bulharsku. V roce 1948 přesídlil do Izraele. Vystudoval městskou střední školu E v Tel Avivu. Absolvoval studium ekonomie a mezinárodních vztahů na Hebrejské univerzitě. Politologii studoval na Pařížské univerzitě, kde získal i doktorát. Pracoval pak jako vědecký pracovník, vysokoškolský přednášející a publicista.

## Politická dráha
V letech 1958–1959 byl editorem týdenní přílohy o vědě pro list Davar. V letech 1960–1964 přispíval z Paříže do listu la-Merchav. Od roku 1965 byl členem strany Rafi. V roce 1967 působil jako mluvčí Ministerstva obrany Státu Izrael. V letech 1970–1973 přednášel na Haifské univerzitě. Byl členem ústředního výboru Strany práce. Vydal množství odborných knih i beletrie.
V izraelském parlamentu zasedl poprvé po volbách v roce 1981, do nichž šel za stranu Ma'arach. Byl členem výboru pro vzdělání a kulturu a výboru pro zahraniční záležitosti a obranu. Ve volbách v roce 1984 neuspěl. Znovu se v Knesetu objevil až po volbách v roce 1988, opět za Ma'arach. V průběhu volebního období se byla strana Ma'arach sloučena do Strany práce. Bar Zohar byl předsedou parlamentního výboru pro vzdělání a kulturu a členem výboru pro ústavu, právo a spravedlnost a výboru pro televizi a rozhlas. Ve volbách v roce 1992 mandát poslance neobhájil.
Později před volbami v roce 2009 se přidal k nové straně Jisra'el chazaka, která ale nezískala mandát.